# Placidus Fixlmillner

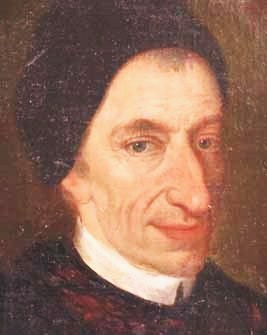
Placidus Fixlmillner

Placidus Fixlmillner OSB (auch Plazidus Fixlmillner; * 28. Mai 1721 in Achleiten bei Kremsmünster, Oberösterreich als Josef Fixlmüller; † 27. August 1791 im Stift Kremsmünster) war ein vielseitiger Wissenschafter, Jurist und Hochschullehrer des Spätbarock. Er wurde insbesondere als Astronom und in der Musiktheorie bekannt. Von 1762 bis 1791 war der Benediktinerpater Direktor der Sternwarte Kremsmünster und der Laboratorien des Stiftes.

## Leben
Bevor Josef Fixlmillner um 1737 in die Benediktinerabtei Kremsmünster eintrat, besuchte er 1729 bis 1735 das dortige berühmte Stiftsgymnasium. Als Novize erhielt er den Ordensnamen des Heiligen Placidus. In Salzburg studierte er sodann Philosophie, Musik und Mathematik und wurde 1737 zum Dr. phil. promoviert. Ende 1738 legte er schließlich die Ordensprofess ab. Ab 1740 belegte er an der Universität Salzburg die Fächer Theologie, morgen- und abendländische Sprachen und Altertumskunde (1745 Dr. theol.)
Ab 1746 wirkte er über 40 Jahre lang als Professor für Kirchenrecht, hatte hohe Ämter an Akademien und war 1749–1791 Dekan der Höheren Schulen. Erst durch den Venusdurchgang 1761 wandte er sich endgültig der Sternkunde zu.
Sein Onkel hatte 1748 als Abt von Kremsmünster die Sternwarte erbauen lassen, die auch als „Mathematischer Turm“ bezeichnet wurde. Fixlmillner ergänzte ihre Ausrüstung und konstruierte neue Instrumente, mit denen er die geografische Breite und Länge so genau bestimmte, dass ihm 1762 die Leitung der Sternwarte übertragen wurde. Er war ein begeisterter und fleißiger Beobachter vieler Phänomene – und das gleichzeitig mit seiner Salzburger Professur aus Kanonischem Recht. Für diese Verdienste erhielt er Ehrung und Amt eines Apostolischen Notars des römischen Gerichtshofes.
Es gelang ihm, trotz dieser Aufgabe weiterhin als Astronom zu arbeiten. Er gehörte zu den ersten Beobachtern des Planeten Uranus, als dieser 1781 von Wilhelm Herschel entdeckt wurde, und berechnete aus seinen Beobachtungen als erster die Umlaufbahn des neuen Planeten. Seine präzisen Sternörter des Merkur und des Merkurdurchgangs 1782 waren für Lalandes Planetentafeln von großem Wert. Fixlmillner schrieb ferner die „Meridianus speculæ astronomicæ cremifanensis“ (Steyr 1765) über die Ortsbestimmung des Observatoriums, das für viele Bibliotheken zum ersten Standardwerk der Astrogeodäsie wurde und das „Decennium astronomicum“ (Steyr 1776). Aus den weltweit gesammelten Beobachtungen des Venusdurchgangs von 1769 berechnete Fixlmillner den Abstand zwischen Erde und Sonne (Astronomische Einheit) zu 154,05 Millionen Kilometer, was damals der genaueste Wert war (Abweichung vom heute gültigen Wert nur 3 %).
Am 27. August 1791 starb Pater Placidus Fixlmillner im 71. Lebensjahr an Diarrhoea colliquativa. Pater Thaddäus Derfflinger, sein Nachfolger an der Sternwarte, publizierte 1791 die „Acta cremifanensia a Placido Fixlmillner“, welche anschaulich die gesamte Breite von Fixlmillners Werk, von der Astronomie über Messtechnik und Rechtsfragen bis zur Musiktheorie, belegen.
Fixlmillner wurde als groß und schlank geschildert und von liebenswürdigem Umgang. Sein Wahlspruch als Mönch war Sicut amat quemquam, ita amatur a quoquam (Wie man jemanden liebt, so wird man von demjenigen geliebt).
Als Komponist und Musiklehrer entwickelte er eine Notenschrift, die für Laien leicht verständlich war, doch setzte sie sich gegen die schon verbreitete nicht durch. Orgel und Kontrapunkt hatte er bei Johann Ernst Eberlin in Salzburg studiert. Unter Astronomen soll ihn jeder in Europa gekannt haben, und über sein am weitesten verbreitetes Buch Rei publicae sacrae origines divinae (1756) sagten Zeitgenossen, es sollte eigentlich mit goldenen Lettern gedruckt werden.

## Werke
- Decenium astronomicum (1776)
- Meridianus speculae astronomicae cremifanensis (1765)
- Rei publicae sacrae origines divinae (1756)

## Eponyme
2005 wurde der Asteroid (43955) Fixlmüller nach ihm benannt.